# Russie au Concours Eurovision de la chanson 2019
La Russie est l'un des quarante et un pays participants du Concours Eurovision de la chanson 2019, qui se déroule à Tel-Aviv en Israël. Le pays est représenté par Sergueï Lazarev et sa chanson Scream, sélectionnés en interne par le diffuseur russe Rossiya 1. Le pays termine en troisième place lors de la finale, recevant 370 points.

## Sélection
Le diffuseur russe Rossiya 1 a annoncé sa participation à l'Eurovision 2019 le 4 novembre 2018. De nombreuses rumeurs ont circulé quant à l'artiste que la chaîne sélectionnerait, spéculant qu'il s'agirait de Sergueï Lazarev, chanteur étant arrivé 3e lors de la finale de l'Eurovision 2016. Ayant d'abord démenti ces rumeurs, le diffuseur a confirmé le 7 février 2019 que le pays sera bel et bien représenté par Sergueï à Tel-Aviv. Sa chanson, intitulée Scream, est présentée le 9 mars 2019.

## À l'Eurovision
La Russie participe à la deuxième demi-finale, le 16 mai 2019. Le pays termine en 6e place avec 217 points. Il se qualifie alors pour la finale, où il termine 3e avec 370 points.